# Yrjö Pessi

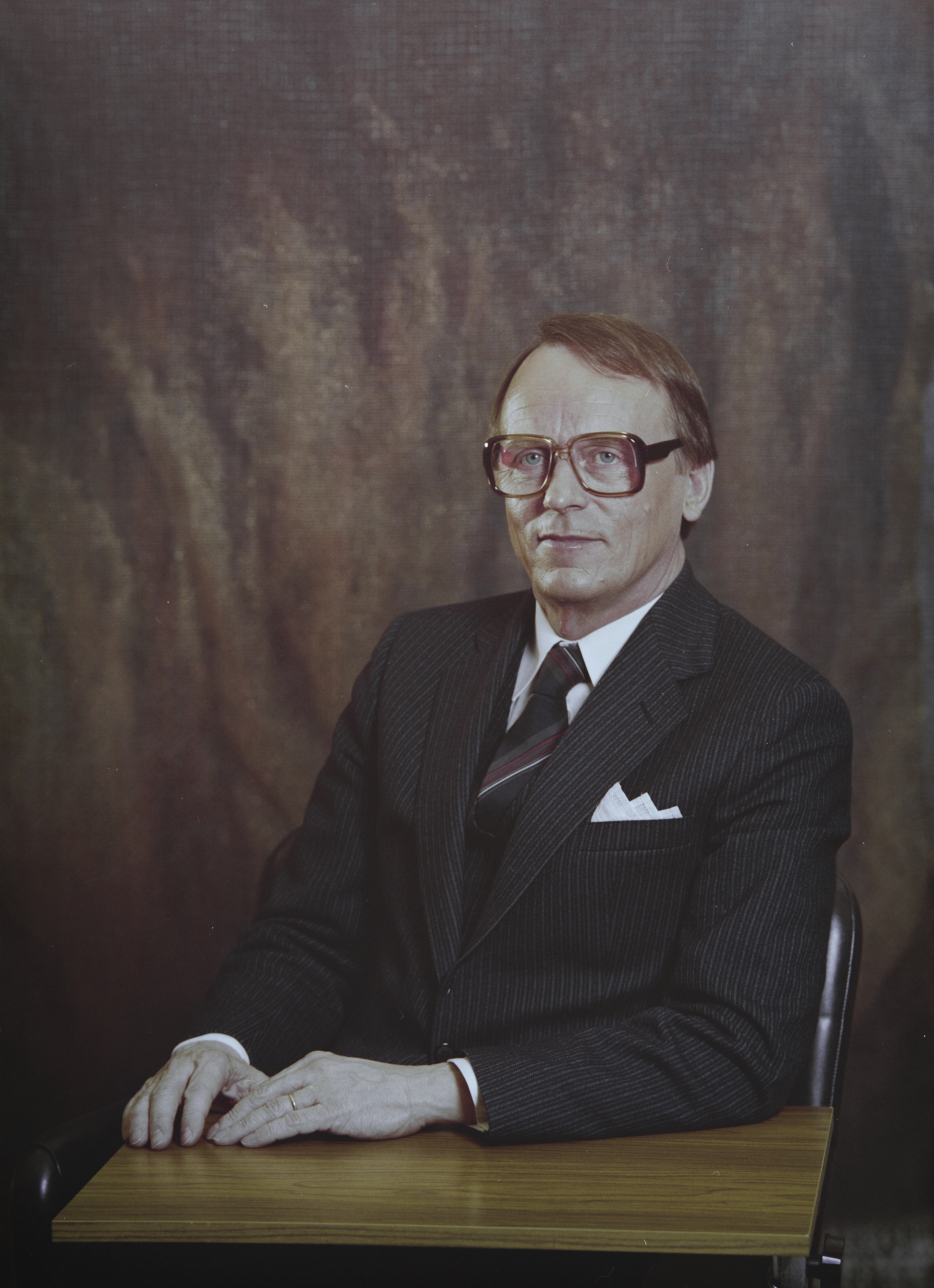
Yrjö Pessi år 1981.

Yrjö Pessi, född 30 augusti 1926 i Kaukola, död 2 december 2021 i Esbo, var en finländsk industriman.
Pessi blev agronomie- och forstdoktor 1956. Han förestod mossodlingsorganisationen Suoviljelysyhdistys och en av dess försöksstationer 1957–1964, var forsknings- och rådgivningschef vid Rikkihappo Oy 1964–1971 och innehade en befattning som professor och avdelningschef vid Lantbrukets forskningscentral 1973–1974. Han var 1975–1978 vd för Kemira Oy och 1978–1990 koncernchef. Han erhöll bergsråds titel 1982.